# 新幹線驚爆倒數
《新幹線驚爆倒數》（日语：／ Shinkansen daibakuha）是2025年Netflix原創的日本動作驚悚電影，是1975年上映的日語同名電影《新幹線大爆破》的续作，由樋口真嗣執導、草彅剛主演，於2025年4月23日在Netflix串流發行。故事敘述開往東京的新幹線隼號60次列車受到炸彈客威脅，如果時速低於100公里，車上的炸彈即立刻爆炸；炸彈客同時向日本政府索求1000億日圓，作為車上乘客的贖金。隨車服務人員、鐵路公司以及政府3方，必須爭分奪秒找到兇手並拆除炸彈，同時確保車上所有人員的安全。

## 劇情大綱
一列自新青森站出發、開往東京站的東北新幹線「隼60號」（E5系新幹線電車）正如常運行中，列車由車掌高市和也、藤井慶次與駕駛員松本千花擔任乘務員。車上乘客各具身份，包括知名創業型YouTuber等等力滿、眾議院議員加賀美裕子，以及前往修學旅行的女學生小野寺柚月等人。
就在列車發車後不久，一個神秘電話打進來，稱列車上安裝了炸彈，並警告一旦時速低於100公里就會引爆。犯人進一步要求支付一千億日圓作為解除費用，並為展現威脅的真實性，先在青森縣引爆了一列貨運列車作為示威。面對突如其來的威脅，列車乘務員高市等人與JR東日本新幹線綜合指令中心的笠置雄一，以及車內乘客們展開一場與時間與爆炸危機的競賽。但這事件逐漸擴大，捲入的不僅是列車上人員，還波及到政府、警方，甚至全國社會，成為一場全民矚目的重大事件。

## 登場角色
高市和也
飾演：草彅剛
49歲，2003年4月加入JR東日本，隸屬盛岡新幹線運輸區。青森縣出身，已婚育有一子。作為主責車掌搭乘「隼號60號」（列車編號5060B）。在事件中致力維持車內秩序，積極配合作戰計畫，努力防止爆炸發生。
藤井慶次
飾演：細田佳央太
24歲，2021年4月加入JR東日本，亦隸屬盛岡新幹線運輸區。群馬縣出身，作為隨車車掌搭乘5060B列車。他偶爾提出質疑發言，當高市試圖救助後藤時，曾表現出近乎「命值判斷」的言論。
松本千花
飾演：能年玲奈
30歲，2018年4月加入JR東日本，同樣來自盛岡新幹線運輸區。岩手縣出身，擔任5060B列車的駕駛員。
等々力滿
飾演：要潤
40歲，知名創業家YouTuber，本名佐藤義弘，島根縣出身。乘坐於5060B列車的9號車。此次前往青森，是為其暢銷書《無業也能當富翁》的演講會與縣議員會面。
加賀美裕子
飾演：尾野真千子
41歲，眾議院議員，屬共和黨，現任選舉對策委員長。出身埼玉縣。原因不倫風波而形象低落，為了挽回聲望，在危機中主動行動。
林廣大
飾演：黑田大輔
45歲，加賀美議員的秘書，埼玉縣出身。事件發生前一日即隨加賀美出差。因跟隨加賀美回到「隼號60號」而一同被困。
小野寺柚月
飾演：豐嶋花
16歲，臺葉工大附屬高中的修學旅行生，乘坐於6號車。因當時在列車廁所內，錯過救援列車而被留在「隼號60號」。放炸彈的犯人，並在列車中用遙控方式引爆在家中的炸彈炸死父親。
市川櫻
飾演：大後壽壽花
臺葉工大附屬高中的教師，與修學旅行生一同乘坐「隼號60號」的6號車。當得知學生小野寺柚月被遺留在車上後，毅然從救援列車折返回「隼號60號」尋人，最終也被困在「隼號60號」。
福岡祐希
飾演：尾上松也
為拯救遭安置炸彈的「隼號60號」，擔任救援列車9014B的駕駛員。現職為幹總（新幹線綜合車輛中心）主務，過去是新幹線駕駛員。
篠原圭造
飾演：六平直政
搭乘「隼號60號」的第一種電氣工程技工，曾協助車掌高市等人解掛9號車和10號車。
古賀勝利
飾演：Pierre瀧
曾企圖引爆「光號109號」的恐襲犯人古賀勝之子，是為小野寺柚月提供炸彈的犯人，現居埼玉縣。職業為大英興業的爆破技師。
諏訪茂
飾演：坂東彌十郎
擔任內閣官房長官。在事件爆發後出席記者會，強調「政府不會屈服於恐怖分子的要求」，展現強硬立場。
笠置雄一
飾演：齋藤工
JR東日本新幹線綜合指令所總責指令長，統籌與警方、政府的聯絡與應對作戰計畫。

## 演員列表
- 高市和也：草彅剛
- 藤井慶次：細田佳央太
- 松本千花：能年玲奈
- 等々力滿：要潤
- 加賀美裕子：尾野真千子
- 林廣大：黑田大輔（日语：黑田大輔）
- 小野寺柚月：豐嶋花
- 市川櫻：大後壽壽花
- 福岡祐希：尾上松也（日语：尾上松也 (2代目)）
- 篠原圭造：六平直政（日语：六平直政）
- 古賀勝利：瀧正則（日语：ピエール瀧）
- 諏訪茂：坂東彌十郎（日语：坂東彌十郎）
- 笠置雄一：齋藤工
- 二宮：大原優乃
- 千葉亮太：村本明
- 永野：森優作（日语：森優作）
- 石川：佐藤貢三（日语：佐藤貢三）
- 向井：青柳尊哉
- 奈良正美：さかたりさ（日语：さかたりさ）
- 五木：木原勝利（日语：木原勝利）
- 村山：志武明日香
- 新庄一：田中要次（日语：田中要次）
- 吉村慎之介：大場泰正（日语：大場泰正）
- 山本由紀乃：西野恵未（日语：西野恵未）
- 運転士：髙柳良一（日语：髙柳良一）
- 車內廣播：ゆりやんレトリィバァ（日语：ゆりやんレトリィバァ）
- 戸塚、作業員：塚本淳也、白石和彌
- 副長：金隆夫（日语：キンタカオ）
- 宮下、上司：有澤雪（日语：有沢雪）、杉山彥彥（日语：杉山ひこひこ）
- 職員1：山田百次
- 福井弘孝：北岡龍貴（日语：北岡龍貴）
- 青山穂花：中山雏乃（日语：中山ひなの）
- 綿貫葵：中島瑠菜（日语：中島瑠菜）、学生
- 武井：増田怜雄（日语：増田怜雄）
- 紗奈：佐月絵美（日语：佐月絵美）
- 學生：南雲聖広（日语：南雲聖広）
- 後藤正義：松尾諭
- 篠原圭造：六平直政（日语：六平直政）
- 篠原和子：屋敷紘子（日语：屋敷紘子）
- 野坂：今野浩喜（日语：今野浩喜）
- 醫師：前田愛
- 金本、島：岡部ひろき、金子鈴幸
- 女子：西原紬
- 女性：大塚かなえ（日语：大塚かなえ）
- 偶像：藤田梨々花、羽﨑ほの
- 男客：髙木公佑、内藤聖羽
- 川越吉晴：岩谷健司
- 茂木剛：谷口翔太（日语：谷口翔太）
- 刑事A、刑事B、刑事C：國本鍾建（日语：國本鍾建）、月川修、山澤亮太
- 須永：丹波義隆（日语：丹波義隆）
- 佐佐木健太郎：田村健太郎（日语：田村健太郎）
- 小野寺勉：森達也
- 福田：中村加彌乃
- 笠井信輔：笠井信輔（日语：笠井信輔）
- 大坪奈津子（日语：大坪奈津子）、南田裕介（日语：南田裕介）、村井美和（日语：村井美和）
- 島津健太郎
- 杉原技利香
- 武末志朗
- 平家秀樹
- イワゴウサトシ
- 志田美由紀
- 八重樫佑太
- 伊藤浩志
- 小野田せっかく
- 山中良弘
- 大政凛
- 河合恭嗣
- 星直実
- 吉村圭太
- 秋山真澄
- 坂本和美
- 古賀勝：山本圭（引用原作版存檔畫面）
- 沖田哲男：高倉健（引用原作版存檔畫面）

## 製作人員
- 原作：《新幹線大爆破》（1975年）
  - 原版導演：佐藤純彌
  - 原版編劇：小野龍之助、佐藤純彌
- 劇本：中川和博、大庭功睦（日语：大庭功睦）
- 副導演： 尾上克郎（日语：尾上克郎）
- 製片人：石塚紘太
- 執行製片（Line Producer）：森賢正
- 攝影：一坪悠介、鈴木啓造
- 照明：濱田研一
- 錄音：田中博信
- 美術：佐久嶋依里、加藤卓郎
- 裝飾：松下利秀
- 造型設計：伊賀大介（日语：伊賀大介）
- 髮型與化妝：吉川なるみ、會川敦子
- 特技指導（動作協調）：田渕景也、掛川將希
- 剪輯：梅脇かおり、佐藤敦紀（日语：佐藤敦紀）
- 視覺效果監督：佐藤敦紀
- 合成監督：白石哲也
- 後期製作監督：上田倫人
- 調色師：石山將弘
- 重新錄音混音師：佐藤宏明（molmol）、田中章義、米津裕二郎
- 音效設計：荒川ひろし
- 場記：增子さおり
- 選角導演：杉野剛
- 助理導演：中山權正
- 製作統籌：齊藤大和
- C攝影機操作：尾上克郎
- 機械設計：髙倉武史（日语：髙倉武史）
- 道具設計：庵野秀明
- 分鏡圖繪製：樋口真嗣
- 第二攝影組（Second Unit）
- 導演：尾上克郎
- 攝影：鈴木啓造、岡本純平
- 照明：山崎豐
- 美術：三池敏夫（日语：三池敏夫）
- 特殊效果／操作：關山和昭、中山亨
- 場記：增子さおり、本田實那
- 助理導演：小串遼太郎
- 製作統籌：みまつたかし
- 攝影支援：田口清隆
- 配樂：岩崎太整、yuma yamaguchi（日语：yuma yamaguchi）
- 音樂總監（Music Supervisor）：千陽崇之
- 特別協力：東日本旅客鐵道、株式會社JR東日本企劃（日语：ジェイアール東日本企画）
- 原作合作：東映株式會社
- 製作公司：Episcope
- 製作：Netflix
- 導演：樋口真嗣
- 執行製作人：佐藤善宏（Netflix）

### 製作
本片是1975年東映電影《新幹線大爆破》的续作，部分角色為原版電影劇情「光號109次列車事件」的延續。相對於原版電影遭到日本國鐵拒絕合作拍攝，本片的製作得到東日本旅客鐵道（JR東日本）的支援，為拍攝提供了真正的新幹線列車及鐵路設施。本片的主要場景，則從國鐵時代在東海道·山陽新幹線營運的光號列車，改為JR東日本在東北新幹線營運的隼號列車，相關劇情也融入當代網路世代的元素。
2024年2月29日，Netflix宣布將製作《新幹線大爆破》的重啟版電影，由樋口真嗣擔任導演，草彅剛主演。2025年2月12日，在東京舉行的Netflix2025年片單發表會「Next on Netflix 2025」上，公開了本片的精華片段，並宣布該片將於4月23日獨家上線。同年3月5日，公開了本作的前導預告片，同時揭曉主演草彅剛所飾演的角色姓名，並公布其他演員陣容。
同年4月2日，正式預告片、劇照與主視覺海報（Key Art）正式發表。此次主視覺由曾為《怪奇物語》（Stranger Things）及《ONE PIECE》創作藝術設計的凱爾・蘭伯特（Kyle Lambert）操刀，他本人在童年時期便觀賞過1975年版的《新幹線大爆破》，並曾受到該片啟發創作過電影《捍衛戰警：極速快遞》（Speed）。
同年4月23日，本片正式於Netflix全球獨家上線。

## 外部連結
- 在Netflix上觀看《新幹線驚爆倒數》
- 互联网电影数据库（IMDb）上《新幹線驚爆倒數》的资料（英文）